# 欧特费
欧特费（法語：Hautefaye，法語發音：[otfaj]）是法国多尔多涅省的一个市镇，位于该省北部，属于农特龙区。

## 地理
欧特费（45°32'13"N, 0°29'36"E）面积12.47 平方千米，位于法国新阿基坦大区多爾多涅省，该省份为法国西南部内陆省份，是法國本土面积第三大的省，大致对应佩里戈尔地区，北起顺时针与夏朗德省、上维埃纳省、科雷兹省、洛特省、洛特-加龙省、吉倫特省和滨海夏朗德省接壤。
与欧特费接壤的市镇（或旧市镇、城区）包括：曼扎克、佩里戈尔地区马勒伊、科讷扎克、雅韦拉克和拉沙佩勒圣罗贝尔、吕萨和农特罗诺。
欧特费的时区为UTC+01:00、UTC+02:00（夏令时）。

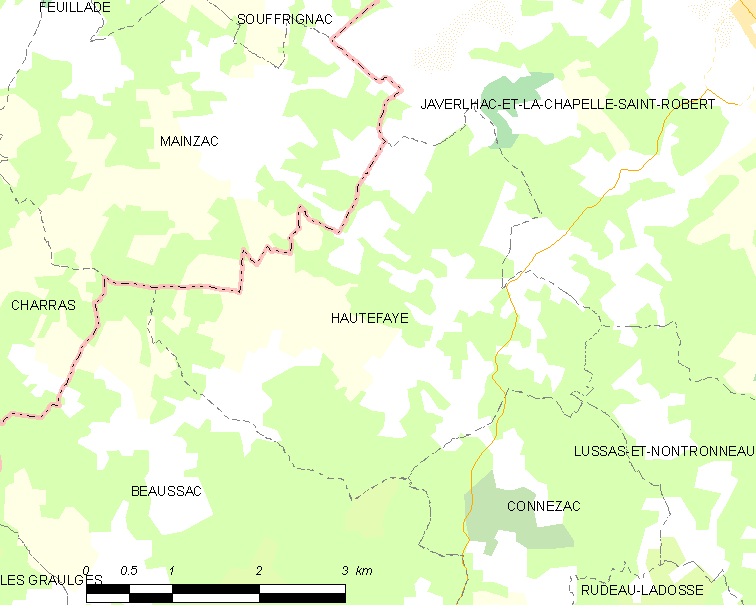
欧特费的OSM定位图

## 行政
欧特费的邮政编码为24300，INSEE市镇编码为24209。

## 政治
欧特费所属的省级选区为农特龙绿色佩里戈尔县。

## 人口

1962-2008年间欧特费人口变化图示

欧特费于2022年1月1日时的人口数量为128人。